# Ask Me Why
«Ask Me Why» (с англ. — «Спроси меня, почему») — песня группы «Битлз», впервые вышедшая в Великобритании на стороне «Б» сингла «Please Please Me»; впоследствии песня вошла также в одноимённый альбом группы.

## Песня
Композиция была написана в начале 1962 года и является большей частью плодом творчества Джона Леннона, однако, её авторство было обозначено как «Маккартни/Леннон» (как было сделано и для всех остальных оригинальных песен группы в первом альбоме). Песня была частью репертуара группы до заключения её участниками контрактов со звукозаписывающими фирмами и была одной из песен, которые исполнялись на прослушивании группы в студии «Abbey Road» 6 июня 1962.
Песня была написана под сильным влиянием группы Smokey Robinson and the Miracles.

## Запись песни
Песня была впервые записана при прослушивании группы на студии «Abbey Road» 6 июня 1962 года. Руководство лейбла EMI, однако, сочло эту запись малозначимой и уничтожило её.
Повторно песня была записана 26 ноября 1962 года; в тот же день группа репетировала на студии ещё одну оригинальную песню — «Tip of My Tongue», которая тоже рассматривалась как кандидат для помещения на сторону «Б» сингла «Please Please Me». Однако, Джордж Мартин посчитал, что «Tip of My Tongue» ещё нуждается в доработке; в итоге эту песню для своего первого сингла записал британский певец Tommy Quickly.
В записи участвовали:
- Джон Леннон — вокал, ритм-гитара
- Пол Маккартни — бэк-вокал, бас-гитара
- Джордж Харрисон — соло-гитара, бэк-вокал
- Ринго Старр — ударные

## Выход песни
- В Великобритании песня вышла на стороне «Б» сингла «Please Please Me» 11 февраля 1963 года.
- В США одноимённый сингл вышел 25 февраля 1963 года. Поскольку Capitol Records сначала отказался распространять музыку «Битлз» в США, данный сингл был выпущен лейблом Vee-Jay Records.
- 7 февраля 1964 года песня вышла в Великобритании на мини-альбоме All My Loving[6].
- В феврале 1964 года Vee-Jay Records включили данную песню во вторую версию американского альбома группы Introducing… The Beatles.
- Capitol Records позже включили песню в американский альбом The Early Beatles (вышел 22 марта 1965 года, когда права лейбла Vee-Jay уже утратили силу).